# Йук
Йук (юк) — турецкая мера веса, равная весу вьюка. Использовалась в XVI веке. Различают:
- Асыл йук (обычный вьюк) = 8 богчам = 32 амидским батманам = 50560 дирхемам. Учитывая, что 1 дирхем равен 3,207 грамм, то 1 асыл йук равен около 162,146 кг.
- Харир йуку (вьюк шёлка) = 10 батманов (по 6,154 кг) = 61,5 кг.